# NV Machine-, Rijwiel- en Automobielfabriek Simplex

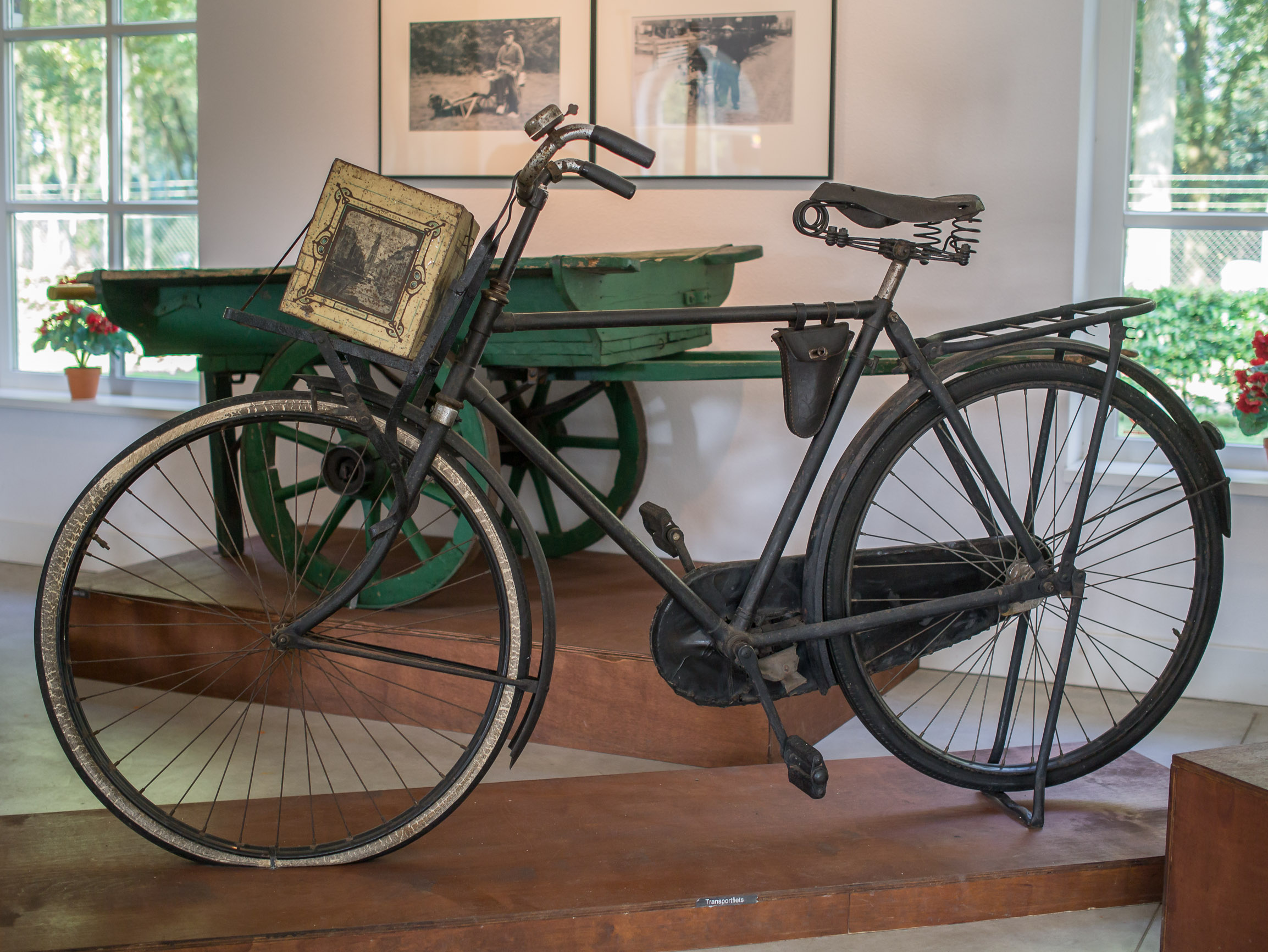
Fahrrad von Simplex

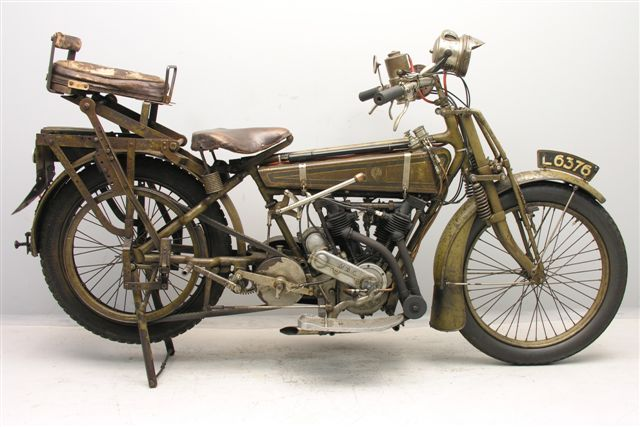
Motorrad von 1919

NV Machine-, Rijwiel- en Automobielfabriek Simplex, zuvor Simplex Automatic Machine Company, war ein niederländisches Unternehmen. Andere Quellen nennen die Firma NV Maatschappij Simplex.

## Unternehmensgeschichte
Das Unternehmen wurde 1887 gegründet. Zunächst entstanden Schokoladen- und Zigarettenautomaten. 1892 begann die Produktion von Fahrrädern. 1897 war das Unternehmen der größte niederländische Fahrradhersteller. 1898 begann die Entwicklung und 1899 die Produktion von Automobilen. Der Markenname lautete Simplex. 1899 erfolgte unter Leitung von Herrn Leeuwenberg die Umbenennung in NV Machine-, Rijwiel- en Automobielfabriek Simplex mit Sitz in Amsterdam. Das Unternehmen präsentierte 1899 drei, 1900 vier und 1902 zwei Exemplare auf den niederländischen Automobilausstellungen. 1902 begann die Motorradproduktion. Zeitweise entstanden auch Schienenfahrzeuge. 1916 endete die Automobilproduktion vorerst. Nach Ende des Ersten Weltkriegs lag der Schwerpunkt auf der Fahrradproduktion. Das Werk fertigte vereinzelte Automobile bis 1921. Insgesamt entstanden etwa 200 bis 250 Automobile. Die Motorradproduktion endete 1940. 1951 folgte die Fusion mit Locomotief, einem anderen niederländischen Fahrradhersteller. Gazelle übernahm 1965 das Unternehmen und ließ den Markennamen Simplex 1968 fallen.

## Fahrzeuge

### Automobile
Zunächst entstanden dreirädrige Tricycles. Das erste vierrädrige Modell besaß einen Heckmotor und die Karosserieform Vis-à-vis. Es ähnelte dem Benz. Auf dieser Basis entstand auch ein Lieferwagen. 1900 wurden 24 Fahrgestelle mit einem selbst entwickelten Zweizylindermotor nach Niederländisch-Indien verkauft, die vor Ort ihre Karosserien erhielten. 1902 stand ein Modell mit einem Einbaumotor von Vivinus auf einer Ausstellung.
1902 erschien ein Einzylindermodell mit Frontmotor, der – wie auch für die zukünftigen Serienmodelle – von Fafnir geliefert wurde. 1906 kam eine zweisitzige Voiturette mit Zweizylindermotor von Fafnir dazu. 1907 folgten das Zweizylindermodell 8 HK und das Vierzylindermodell 14/16 HK. 1912 kam der 25 HK dazu. 1913 entstand als Einzelstück das Vierzylindermodell 35 HK für Wilhelmus Marinus van Rossum, das 1914 nach Rom ausgeliefert wurde. 1913 folgte der Kleinwagen 10 HK mit einem Fafnir-Motor mit 1093 cm³ Hubraum. Der Motor trieb über ein Zweiganggetriebe und eine Kardanwelle die Hinterräder an. Auffallend war der runde Kühlergrill.
1919 wurde das Dreirad 10 HK mit einem V2-Motor von MAG vorgestellt, das aber nicht mehr in Serienproduktion ging. Auch die wenigen noch folgenden Einzelstücke hatten nun MAG-Motoren.

### Motorräder
Die Modelle von 1902 hatten Motoren von Minerva. Später hatten einige Modelle Motoren mit 300 cm³ und 500 cm³ Hubraum, die auch für die Aufnahme von Seitenwagen geeignet waren.

### Draisinen

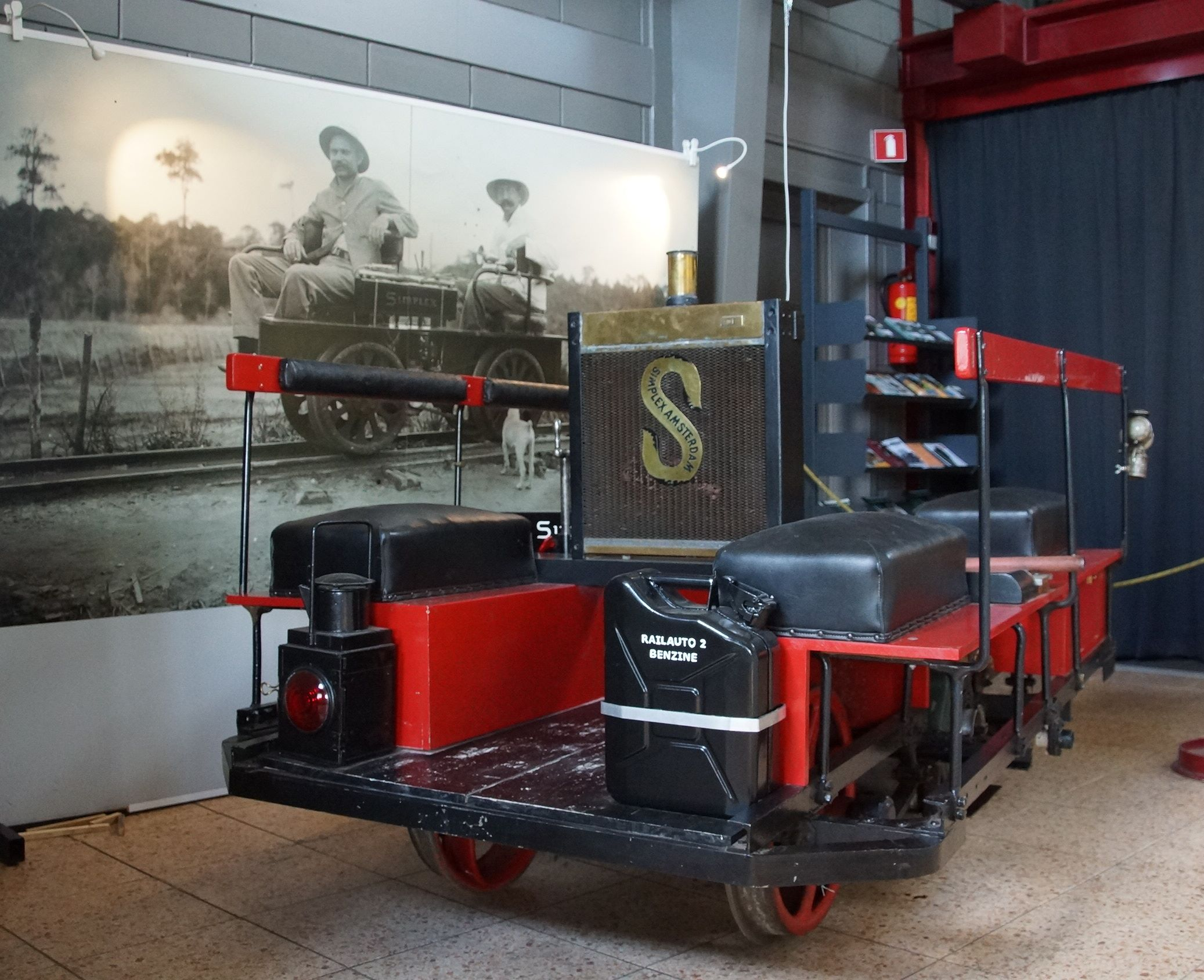
Simplex-Draisine

Es wurden auch Schienenfahrzeuge hergestellt. Sie war bekannt für die motorisch angetriebenen Eisenbahn-Draisinen für vier Personen, von denen es im Schmalspurbahnmuseum am Valkenburger See noch erhaltene Exemplare gibt.